# Frederick Warner
Frederick Warner este un om politic britanic, membru al Parlamentului European în perioada 1979-1984 din partea Regatului Unit. 
1. ↑  Deputații în Parlamentul European
2. 1 2  British Diplomatic Directory (1820-2005)